# Stadtbus Weiden in der Oberpfalz

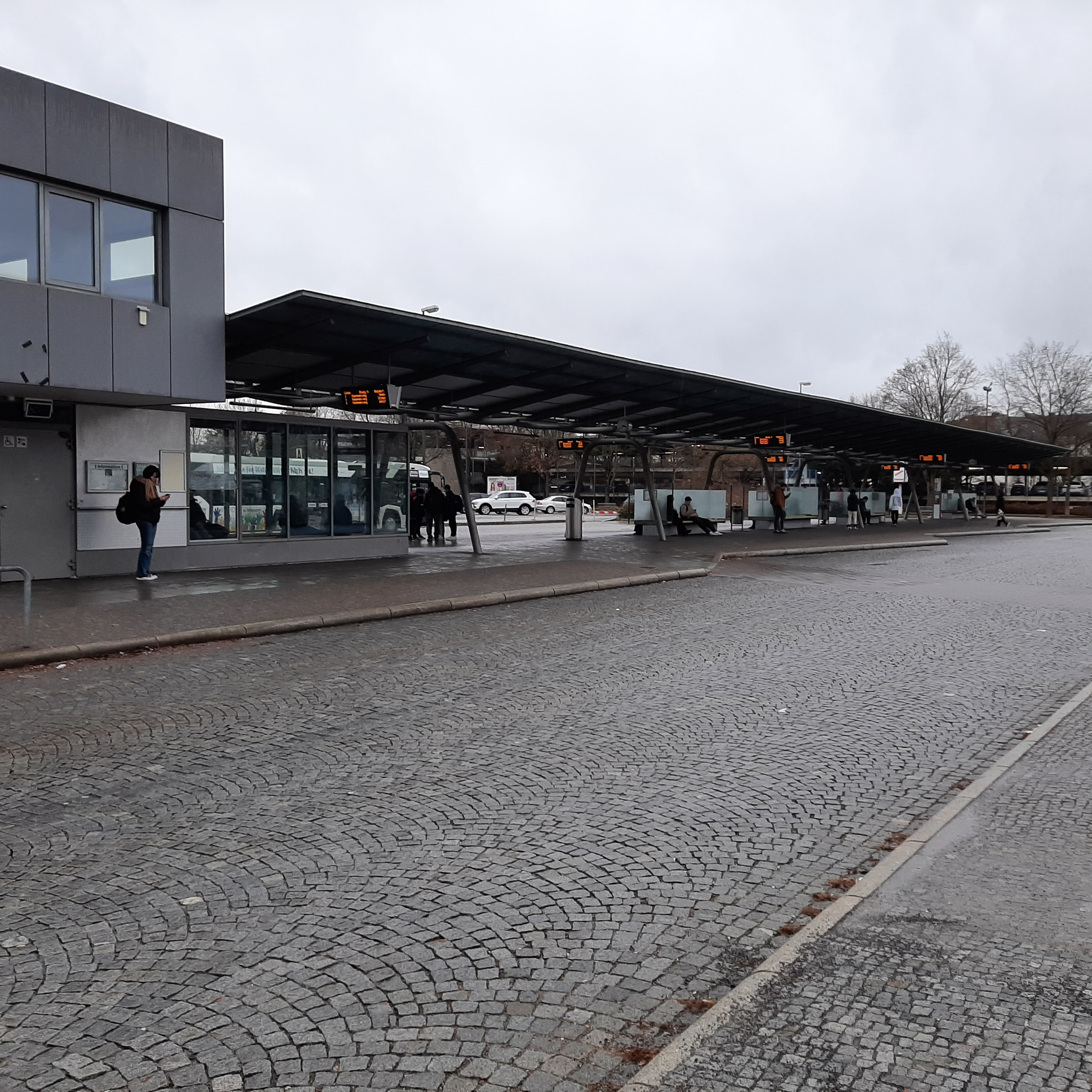
ZOB (Zentraler Omnibus Bahnhof)

Der Stadtbus Weiden in der Oberpfalz ist das ÖPNV-System der Stadt Weiden in der Oberpfalz. Ferner wird auch in die benachbarten Gemeinden Schirmitz und Pirk gefahren. Der Stadtbus Weiden besitzt sieben Linien.
Der Betreiber des Stadtbusses Weiden ist der Wies Faszinatour.

## Geschichte
Der erste motorisierte Stadtomnibus in Weiden verkehrte ab der Jahreswende 1947/1948.

### Altes Fahrplankonzept
Das Alte Fahrplankonzept war bis zum 31. Juli 2025 gültig. Damals gab es einstellige Liniennummern für den Normalverkehr und zweistellige für den Schwachverkehr.

#### Normalverkehr
Sieben Linien verkehrten im Normalverkehr im 15-Minuten-Takt beziehungsweise im 30-Minuten-Takt und bedienten zusammen circa 150 Haltestellen. 
| Linie | Fahrtweg | Länge   | Haltestellen                                      | Kennfarbe |  |
| ----- | --- | ------- | ------------------------------------------------- | --------- |  |
| 1     | Hammerweg–Salzbrücke/WTW–Stadtfriedhof–Josefskirche-ZOB–Bahnhof Weiden–Fichtenbühl-Ullersricht-Rothenstadt                | 11,1 km | 28                                                | grün      |  |
| 2     | Tierheim–Mooslohe-Rehbühlstraße–ZOB                                                                                       | 5,4 km  | 14                                                | blau      |  |
| 3     | Hutschenreuther Straße-Hans-Striegel-Straße-Brandweihersiedlung-Waldfriedhof-Keplerstraße–ZOB                             | 8,75 km | 23                                                | rot       |  |
| 4     | Edeldorder Weg–Weiden-Ost–Kepler Gymnasium–Josefskirche–ZOB-Naabwiesen-OTH/FOS-Schirmitz *-Pirk *                         |         | 32 (Bis Pirkziegelhütte nur teilweise angefahren) | blau      |  |
| 5A    | ZOB–Weigelstaße-Schweiger-/Frauenrichter Straße-Weidingweg-Latsch-Neunkirchen –Frauenricht-Stockerhutweg–Weigelstraße–ZOB |         | 26                                                | gelb      |  |
| 5B    | ZOB–Weigelstraße-Stockerhutweg-Frauenricht-Neunkirchen-Latsch-Weidingweg-Schweiger-/Frauenrichter Straße-Weigelstraße-ZOB |         | 26                                                | gelb      |  |
| 6     | Schätzlerbad-Parksteiner Straße-Meilerstraße-Rehbühlsiedlung-ZOB                                                          |         | 14                                                | grün      |  |
| 7     | Ermesrichter Straße-Schweiger-/Frauenrichter Straße-Berufsschule-Stockerhut-Stockerhutweg-Moosbürg-NaabwiesenZOB          |         | 15                                                | orange    |  |

#### Schwachverkehr
Fünf Linien verkehrten im Schwachverkehr im 40-Minuten-Takt. Dieser war Montag bis Freitag von 5 bis 6 Uhr und von 18.15 bis 20.30 Uhr sowie Samstag und Sonntag ganztägig.
| Linie | Fahrtweg | Länge | Haltestellen | Kennfarbe |  |
| ----- | --- | ----- | ------------ | --------- |  |
| 91    | Hammerweg–Salzbrücke/WTW–Stadtfriedhof–Josefskirche-ZOB–Bahnhof Weiden–Fichtenbühl-Ullersricht-Rothenstadt-Pirkmühle *                                |       | 29           | grün      |  |
| 92    | Tierheim–Am Vogelherd-Schätzlerbad-Mooslohe-Rehbühlstraße–ZOB                                                                                         |       | 17           | blau      |  |
| 93    | Hutschenreuther Straße-Hans-Striegel-Straße (Montag-Freitag)Brandweihersiedlung-Waldfriedhof-Joseph-Hass-Straße-Elisabethkirche-Keplerstraße–ZOB      |       | 18 bzw. 25   | rot       |  |
| 94    | Schirmitz *-Pirk *Weiden-Ost-Edeldorfer Weg-Kepler Gymnasium–Josefskirche-ZOB                                                                         |       | 22           | blau      |  |
| 95    | ZOB–Weigelstaße-Schweiger-/Frauenrichter Straße-Weidingweg-Latsch-Neunkirchen-Frauenricht-Stockerhutweg-Berliner-/Leimbergerstraße-Weigelstraße-ZOB   |       | 29           | gelb      |  |
| 98    | ZOB–Weigelstraße-Berliner-/ Leimbergerstraße-Stockerhutweg-Frauenricht-Neunkirchen-Latsch-Weidingweg-Schweiger-/Frauenrichter Straße-Weigelstraße-ZOB |       | 29           | gelb      |  |

## Fahrplankonzept

### Normalverkehr
Acht Linien verkehren im Normalverkehr im 15-Minuten-Takt beziehungsweise im 30-Minuten-Takt und bedienen zusammen circa 150 Haltestellen.
| Linie | Fahrtweg | Länge   | Haltestellen                                      | Kennfarbe |  |
| ----- | --- | ------- | ------------------------------------------------- | --------- |  |
| 1901  | Hammerweg–Salzbrücke/WTW–Stadtfriedhof–Josefskirche-ZOB–Bahnhof Weiden–Fichtenbühl-Ullersricht-Rothenstadt                | 11,1 km | 28                                                | grün      |  |
| 1902  | Tierheim–Mooslohe-Rehbühlstraße–ZOB                                                                                       | 5,4 km  | 14                                                | blau      |  |
| 1903  | Hutschenreuther Straße-Hans-Striegel-Straße-Brandweihersiedlung-Waldfriedhof-Keplerstraße–ZOB                             | 8,75 km | 23                                                | rot       |  |
| 1904  | ZOB-Naabwiesen-OTH/FOS - Weiden-Ost - Kepler Gymnasium - OTH/FOS                                                          |         | 32 (Bis Pirkziegelhütte nur teilweise angefahren) | blau      |  |
| 1905  | ZOB–Weigelstaße-Schweiger-/Frauenrichter Straße-Weidingweg-Latsch-Neunkirchen –Frauenricht-Stockerhutweg–Weigelstraße–ZOB |         | 26                                                | gelb      |  |
| 1905  | ZOB–Weigelstraße-Stockerhutweg-Frauenricht-Neunkirchen-Latsch-Weidingweg-Schweiger-/Frauenrichter Straße-Weigelstraße-ZOB |         | 26                                                | gelb      |  |
| 1906  | Schätzlerbad-Parksteiner Straße-Meilerstraße-Rehbühlsiedlung-ZOB                                                          |         | 14                                                | grün      |  |
| 1907  | Ermesrichter Straße-Schweiger-/Frauenrichter Straße-Berufsschule-Stockerhut-Stockerhutweg-Moosbürg-NaabwiesenZOB          |         | 15                                                | orange    |  |
| 1908  | ZOB-Naabwiesen-OTH/FOS-Schirmitz *-Pirk *                                                                                 |         | 32 (Bis Pirkziegelhütte nur teilweise angefahren) | blau      |  |

### Schwachverkehr
Fünf Linien verkehren im Schwachverkehr im 40-Minuten-Takt. Dieser ist Montag bis Freitag von 5 bis 6 Uhr und von 18.15 bis 20.30 Uhr sowie Samstag und Sonntag ganztägig.
| Linie | Fahrtweg | Länge | Haltestellen | Kennfarbe |  |
| ----- | --- | ----- | ------------ | --------- |  |
| 1901  | Hammerweg–Salzbrücke/WTW–Stadtfriedhof–Josefskirche-ZOB–Bahnhof Weiden–Fichtenbühl-Ullersricht-Rothenstadt-Pirkmühle *                                |       | 29           | grün      |  |
| 1902  | Tierheim–Am Vogelherd-Schätzlerbad-Mooslohe-Rehbühlstraße–ZOB                                                                                         |       | 17           | blau      |  |
| 1903  | Hutschenreuther Straße-Hans-Striegel-Straße (Montag-Freitag)Brandweihersiedlung-Waldfriedhof-Joseph-Hass-Straße-Elisabethkirche-Keplerstraße–ZOB      |       | 18 bzw. 25   | rot       |  |
| 1904  | Schirmitz *-Pirk *Weiden-Ost-Edeldorfer Weg-Kepler Gymnasium–Josefskirche-ZOB                                                                         |       | 22           | blau      |  |
| 1905  | ZOB–Weigelstaße-Schweiger-/Frauenrichter Straße-Weidingweg-Latsch-Neunkirchen-Frauenricht-Stockerhutweg-Berliner-/Leimbergerstraße-Weigelstraße-ZOB   |       | 29           | gelb      |  |
| 1908  | ZOB–Weigelstraße-Berliner-/ Leimbergerstraße-Stockerhutweg-Frauenricht-Neunkirchen-Latsch-Weidingweg-Schweiger-/Frauenrichter Straße-Weigelstraße-ZOB |       | 29           | gelb      |  |

### Überlandlinien im Stadtbusnetz
Der Betreiber Wies Faszinatour unterhält auch einige Regionalbuslinien, die im Stadtgebiet verkehren. Dadurch gehören auch einige Haltestellen, die von Überlandlinien angefahren werden zum Netz des Stadtbus Weiden.
| Linie | Fahrtweg | Länge | Haltestellen | Kennfarbe |  |
| ----- | --- | ----- | ------------ | --------- |  |
| 11    | Bahnhof Weiden-ZOB-Josefskirche-Finanzamt-Kepler Gymnasium-Waterloostraße-Waldhäusl #-Abzw.Muglhof #(nach Oberviechtach) |       | 8            | pink      |  |
| 12    | Bahnhof Weiden-ZOB-Rehbühlstraße-Mooslohe-Schätzlerbad(nach Parkstein)                                                   |       | 10           | blau      |  |
| 16    | Bahnhof Weiden-ZOB-Josefskirche-Stadtfriedhof-Lessingstraße #-Gasthaus Waldlust #                                        |       | 9            | blau      |  |
| 30    | Neues Rathaus-Bahnhof Weiden-Fichtenbühl-Ullersricht,Peschke #-Maierhof Staatsstraße #-Mallersricht Staatsstraße #       |       | 11           | violet    |  |

## Linien

### Linie 1/91

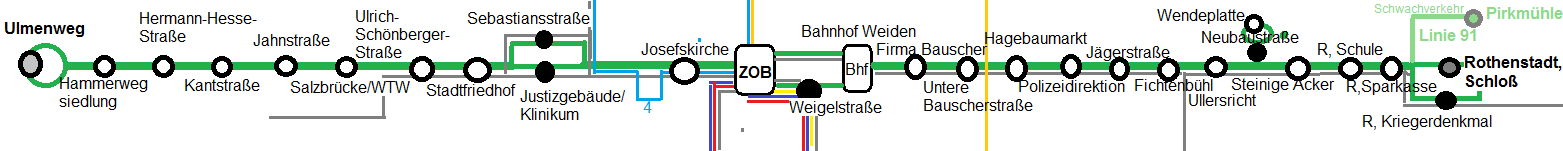
Linie 1/91

Die Linie 1(und 91) stellt die wichtigste Nord-Süd-Achse dar. Sie verbindet den im Weidener Norden gelegenen Stadtteil Hammerweg mit dem Zentrum und den im Süden gelegenen Stadtteilen Fichtenbühl und Rothenstadt. Die Linie 91 unterscheidet sich nur geringfügig von der Linie 1, da sie im Schwachverkehr weiter bis Pirkmühle verkehrt.

### Linie 2/92
Die Linie 2 verkehrt vom Zentralen Omnibus Bahnhof (ZOB) in den Stadtteil Mooslohe zum Tierheim. Im Schwachverkehr verkehrt die Linie 92 noch zusätzlich zum Tierheim und schließt die sonst von der Linie 6 betriebenen Haltestellen Am Vogelherd, Merkelmooslohe und Schätzlerbad mit an.

### Linie 3/93
Die Linie 3 stellt eine Verbindung zwischen der Innenstadt und den westlichen Stadtteilen Weiden-West und Rebühl dar. Im Industriegebiet Brandweiher endet die Linie in einem Kreis bei der Hutschenreuther Straße.

### Linie 4/94
Die Linie 4 verkehrt einerseits vom ZOB zum Stadtteil Weiden-Ost und andererseits zu den außerhalb des Stadtgebiets gelegenen Orten Schirmitz und Pirk. In Pirk hat sie Pirkmühle, Pirkerziegelhütte oder Pirk Rathaus als Endhaltestelle. Bei der Linie 94 werden beide Streckenäste verbunden und somit fährt diese von Weiden-Ost direkt nach Schirmitz und Pirk.

### Linie 5A,5B/95,98
Die Linien 5A und 5B verkehren im Normalverkehr, die Linien 95 und 98 im Schwachverkehr. All diese Linien stellen Ringlinien dar. Hierbei fahren die Busse vom ZOB zur Weiglstraße in beide Richtungen. Danach trennen sich die Linien. Die Linie 5A und 95 fahren nun in eine Richtung nach Norden zum Weidingweg. Am Ende des Weidingwegs verlässt diese die Bebauung und erreicht den Ortsteil Latsch. Danach fährt diese durch Neunkirchen. Im Ort Frauenricht wird entweder eine am Ortsrand oder eine am Dorfplatz gelegene Haltestelle angefahren. Danach hält sie ein paar mal in der Frauenrichter Straße, bevor sie wieder die Haltestelle Weiglstraße erreicht. Die Linien 5B und 98 fahren dieselbe Route, nur in andere Richtung. Außerdem unterscheiden sich die Linien 95 und 98 von den Linien 5A und 5B, da diese um die nur im Normalverkehr verkehrende Line 7 teilweise ersetzt, indem sie einige Haltestellen bedient. Deshalb nehmen diese im Süden des Stadtteils Stockerhut einen Umweg im Vergleich zu den kürzeren Linien 5A und 5B.

### Linie 6
Die Linie 6 verkehrt nur im Normalverkehr. Im Schwachverkehr werden einige Haltestellen der Linie 6 von den Linie 92 und 93 bedient.
Sie verkehrt zwischen dem ZOB und dem Schätzlerbad und schließt den Stadtteil Rebühl mit an.

### Linie 7
Die Linie 7 verkehrt nur im Normalverkehr. Im Schwachverkehr werden einige Haltestellen der Linie 7 von den Linie 95 und 98 bedient.

## Haltestellen

### Zentraler Omnibus Bahnhof
Alle Linien des Stadtbus Weiden, sowie die Regionalbus Linien 10, 11, 12 und 30 verkehren über den Zentralen Omnibus Bahnhof (kurz: ZOB). Außerdem halten zahlreiche Regionalbusse bei der direkt daneben gelegenen Haltestelle Neues Rathaus. Somit stellt dieser den wichtigsten Umsteigepunkt der Stadt Weiden dar.

### Josefskirche

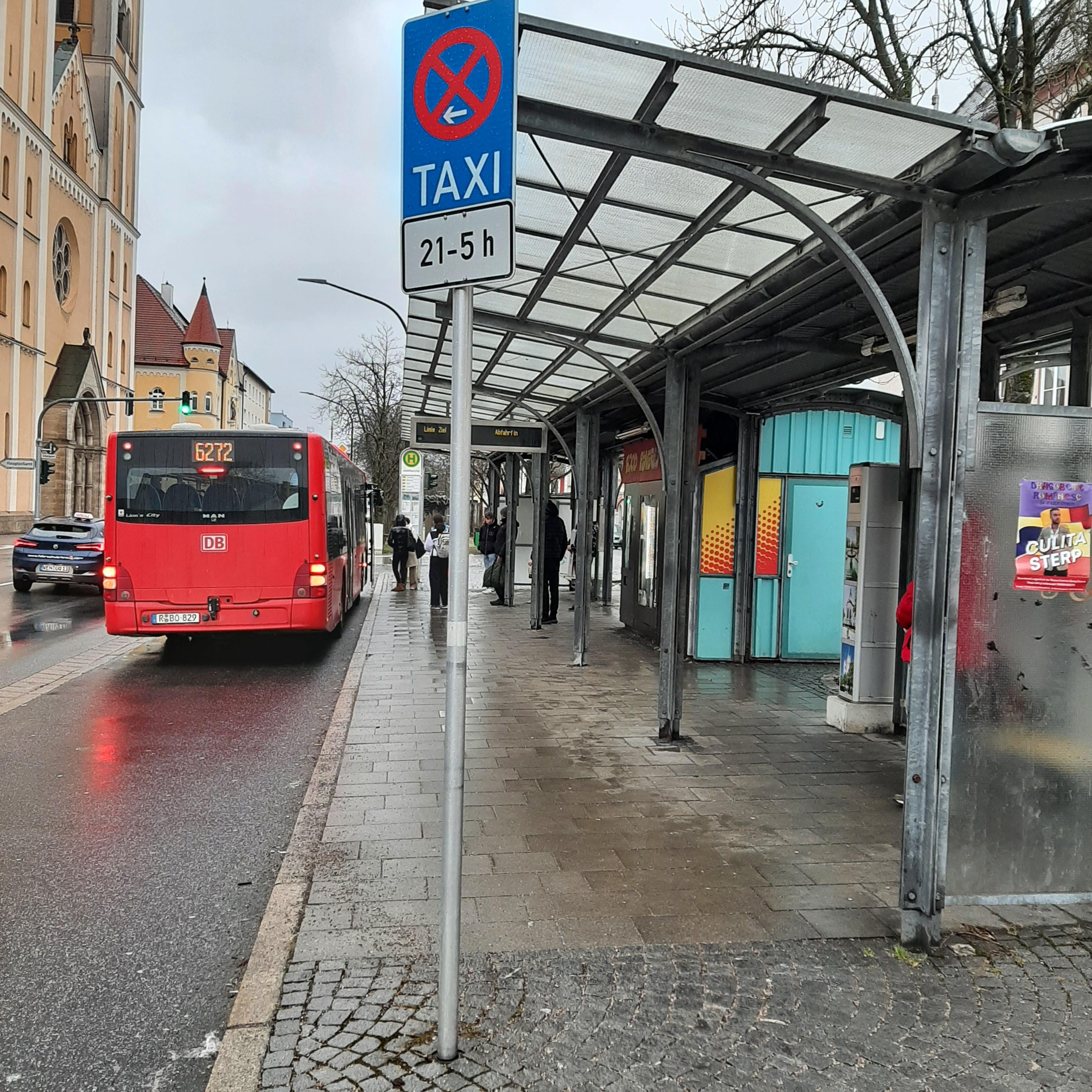
Josefskirche

Die Haltestelle Josefskirche stellt eine wichtige Haltestelle im Stadtbus Weiden und im Netz der Überlandbusse da. Die Haltestelle hat auf beiden Seiten der Bürgermeister-Prechtel-Straße eine Haltebucht, welche für mehrere Busse gleichzeitig ausgelegt ist, mit einem überdachten Wartebereicht. Der südliche Teil der Haltestelle ist etwas größer. In diesem war einmal ein Kiosk untergebracht, welcher nun durch Automaten ersetzt wurde.

#### Linien
An der Haltestelle halten die Linien  1 und 4 des Stadtbus Weiden im Normalverkehr, die Linie 91 und 94 halten dort im Schwachverkehr. Außerdem halten dorf folgende Überlandbusse:
- 1843
- 1845 Tirschenreuth
- 1951 Kemnath
- 1953 Windischeschenbach
- 2503
- 6272 Silberhütte
- 6285 Lösselmühle
- 6291 Eslarn

### Weiglstraße

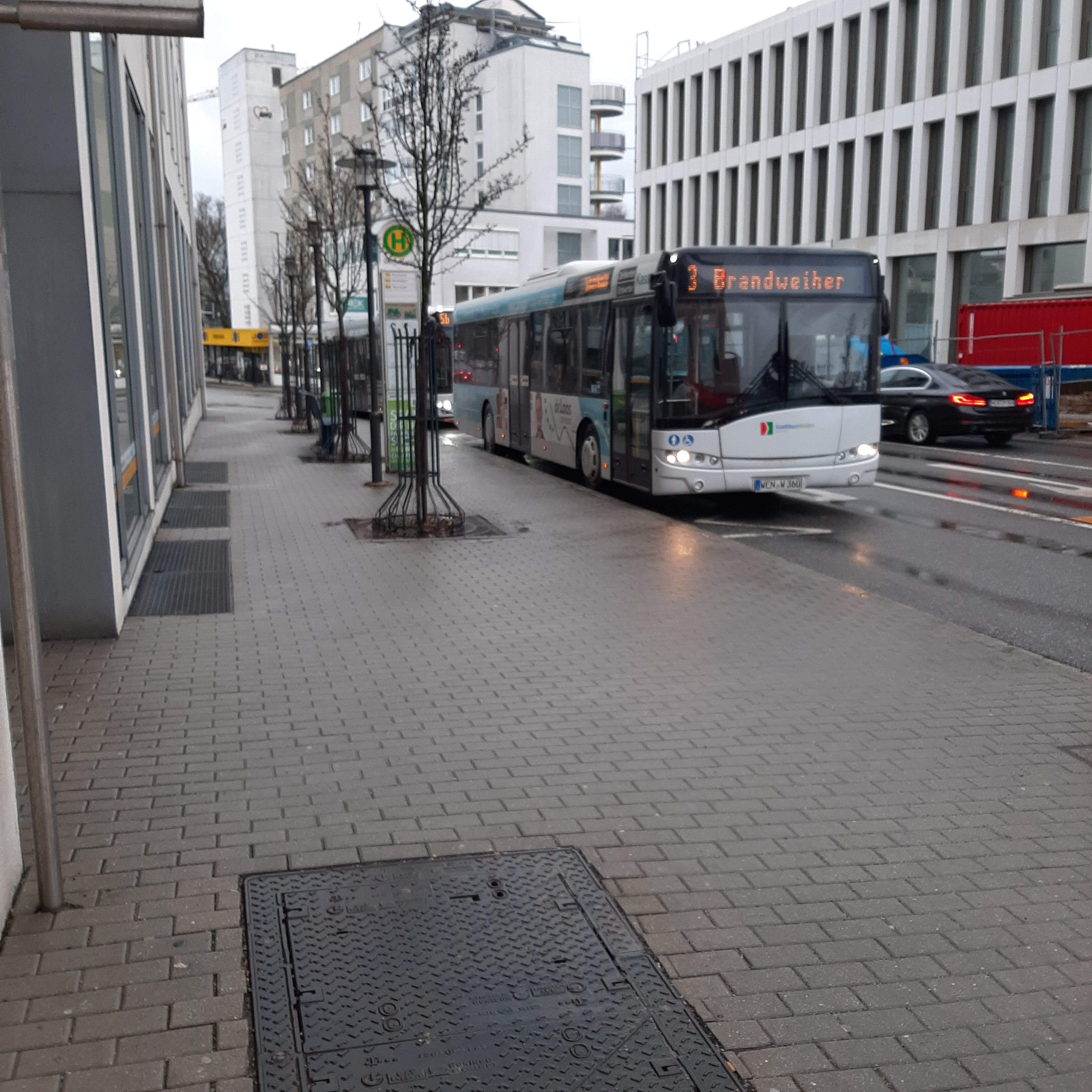
Weiglstraße

Die Haltestelle Weiglstraße stellt nach dem ZOB die zweitwichtigste Haltestelle im Netz des Stadtbus Weiden da. Sie verfügt über einen Busfahrstreifen, an welchem die Busse halten. Die Stadtbuslinien 1, 2, 3, 5a und 5b halten hier im Normalverkehr, die Linien 91, 92, 93, 95 und 98 im Schwachverkehr. Außerdem halten die Überlandlinien 6278 und 6279 hier.